# Risako Oga
Risako Oga (大賀 理紗子, Oga Risako, Tokio, 4 januari 1997) is een Japans voetbalster die als verdediger speelt bij Nojima Stella Kanagawa Sagamihara.

## Clubcarrière
Oga begon haar carrière in 2019 bij Nojima Stella Kanagawa Sagamihara.

## Interlandcarrière
Oga maakte op 27 februari 2019 haar debuut in het Japans vrouwenvoetbalelftal tijdens een wedstrijd om de SheBelieves Cup tegen Verenigde Staten van Amerika. Ze heeft 3 interlands voor het Japanse elftal gespeeld.

## Statistieken
| Japans vrouwenvoetbalelftal | Japans vrouwenvoetbalelftal | Japans vrouwenvoetbalelftal |
| Jaar                        | Wed.                        | Dlp.                        |
| --------------------------- | --------------------------- | --------------------------- |
| 2019                        | 3                           | 0                           |
| Totaal                      | 3                           | 0                           |